# Orthostoma vittata
Orthostoma vittata là một loài bọ cánh cứng trong họ Cerambycidae.